# Rekursion
En rekursion betegner noget, der refererer til sig selv. Et ofte brugt (humoristisk) eksempel er følgende definition af en rekursion:
Rekursion subst.: [se rekursion]

## Rekursive funktioner
Inden for matematikken bruges nogle gange rekursive definitioner. Eksempelvis kan fakultet og Fibonaccital defineres rekursivt. Rekursion kan også med fordel bruges til visse opgaver inden for programmering af en computer. En sådan funktion kan laves meget kompakt, men der er risiko for lange beregningstider og stort hukommelsesforbrug.